# 乾草市場劇院
皇家乾草市場劇院（Theatre Royal Haymarket），也叫乾草市場劇院（Haymarket Theatre）或小劇院（Little Theatre），是位於英国倫敦西敏市乾草市場的一座劇院，其歷史開始於1720年，是倫敦現在仍在使用的劇院中歷史第三古老的劇院。1821年，乾草劇院搬到現在的地址。乾草劇院的建築是英國一級登錄建築，可以容納888人。

## 历史
最早的干草市场剧院在1720年由约翰·波特（John Potter）建立，是西区成立的第三座剧院。剧院建造花费1000镑，装修、道具等花去500镑。1720年12月29日剧院开业，上演的是一出法国戏剧《La Fille a la Morte, ou le Badeaut de Paris》。

## 外部連結
- Theatre Royal Haymarket （页面存档备份，存于） homepage
- bbc.co.uk （页面存档备份，存于） Theatre shuts after ceiling fall (published 2004-05-17)
- "Death of J.B. Buckstone; A Veteran Actor, Playwright, and Manager" （页面存档备份，存于）, The New York Times, 1 November 1879.